# Гласове от Амазония
„Гласове от Амазония“ (на испански: Voces de la Amazonia; на френски: Voix d'Amazonie) е еквадоро-френски документален филм на режисьорите Ламия Шреби, Люсил Алемани и Маржери Давид от 2015 г.
Филмът представя борбата на местните племена срещу разрастващите се добиви на петрол в техните земи и унищожаването на екосистемите в джунглите на Еквадор.